# Manzanares el Real
Pour les articles homonymes, voir Manzanares.
Manzanares el Real est une ville d'Espagne de 6 140 habitants située au nord de la communauté de Madrid.

## Lieu de tournage
Manzanares el Real a été choisi comme lieu de tournage de nombreux films, dont Alexandre le Grand (1956), Le Cid (1961) et La Chute de l'Empire romain (1964), ainsi que plusieurs westerns.